# Horemheb al cospetto di Atum (J 837)
La statua di Horemheb al cospetto di Atum (J 837) è un'antica statua egizia di grandi dimensioni, raffigurante il faraone Horemheb (1319–1292 a.C.), ultimo sovrano della XVIII dinastia egizia, in ginocchio nell'atto di presentare offerte al cospetto del dio-creatore Atum.
Questo notevole reperto fu casualmente scoperto nel 1989 nel corso di ordinari lavori di consolidamento in un cortile nel sito del Tempio di Luxor: per la precisione, fu rinvenuto all'interno di un grande nascondiglio (cachette) di statue di divinità e sovrani, delle quali questa di Atum con re Horemheb fu la prima portata alla luce. Il dio (assiso in un trono decorato con il motivo del sema-taui, "Unione delle Due Terre", del dio Hapy) è raffigurato in una posa fissa e severa, investito di una solenne dignità, mentre riceve l'omaggio del faraone inginocchiato davanti a lui e di proporzioni leggermente minori. Atum indossa la Doppia Corona (pschent) dell'Alto e Basso Egitto, tipica della sua iconografia, oltre a impugnare il simbolo ankh della vita nella mano sinistra; re Horemheb reca il copricapo faraonico nemes sormontato dall'ureo. 
Una simile composizione era comune nelle pitture parietali ma assai rara nella statuaria a tutto tondo, a causa delle difficoltà legate alla realizzazione di un progetto così complesso: la figura di Horemheb inginocchiato nell'atto di porgere vasi fu difatti lavorata separatamente e incastrata in secondo momento nella larga base della statua, verosimilmente per facilitare l'esecuzione dell'opera. Sia la schiena del sovrano che quella del dio poggiano contro un pilastro dorsale (basso quello di Horemheb, decisamente più alto quello di Atum), tipico dell'arte egizia, utile per rendere più stabili le figure scolpite e dare spazio a iscrizioni geroglifiche.